# Église Saint-Joseph de Roubaix
Pour les articles homonymes, voir Église Saint-Joseph.
L'église Saint-Joseph est une église catholique située à Roubaix, en France.

## Localisation
L'église est située dans le département français du Nord, sur la commune de Roubaix dans le quartier du Fontenoy.

## Historique
L'église a été conçue par l'architecte belge Jean-Baptiste Bethune (auteur du couvent des Clarisses de Roubaix) entre 1876 et 1878. Le vitrail du Rosaire provenant des ateliers Stalins-Janssens d’Anvers a obtenu une Médaille d’or à l'exposition universelle de Paris de 1889. L'édifice est inscrit au titre des monuments historiques en 1992 et classé en 1993. En restauration depuis l'automne 2014,, la première messe a lieu le dimanche 18 avril 2021, marquant ainsi la réouverture après  six ans de travaux. 
Le boxeur et chiropracteur Mamadou Michel N'Diaye s'y marie en 1951.

## Description
L'église est de style néo-gothique et présente une façade en briques. Le décor intérieur a été réalisé par le peintre Guillaume Deumens et les vitraux du chœur proviennent des ateliers parisiens du fils de Claudius Lavergne.

## Galerie de photographies

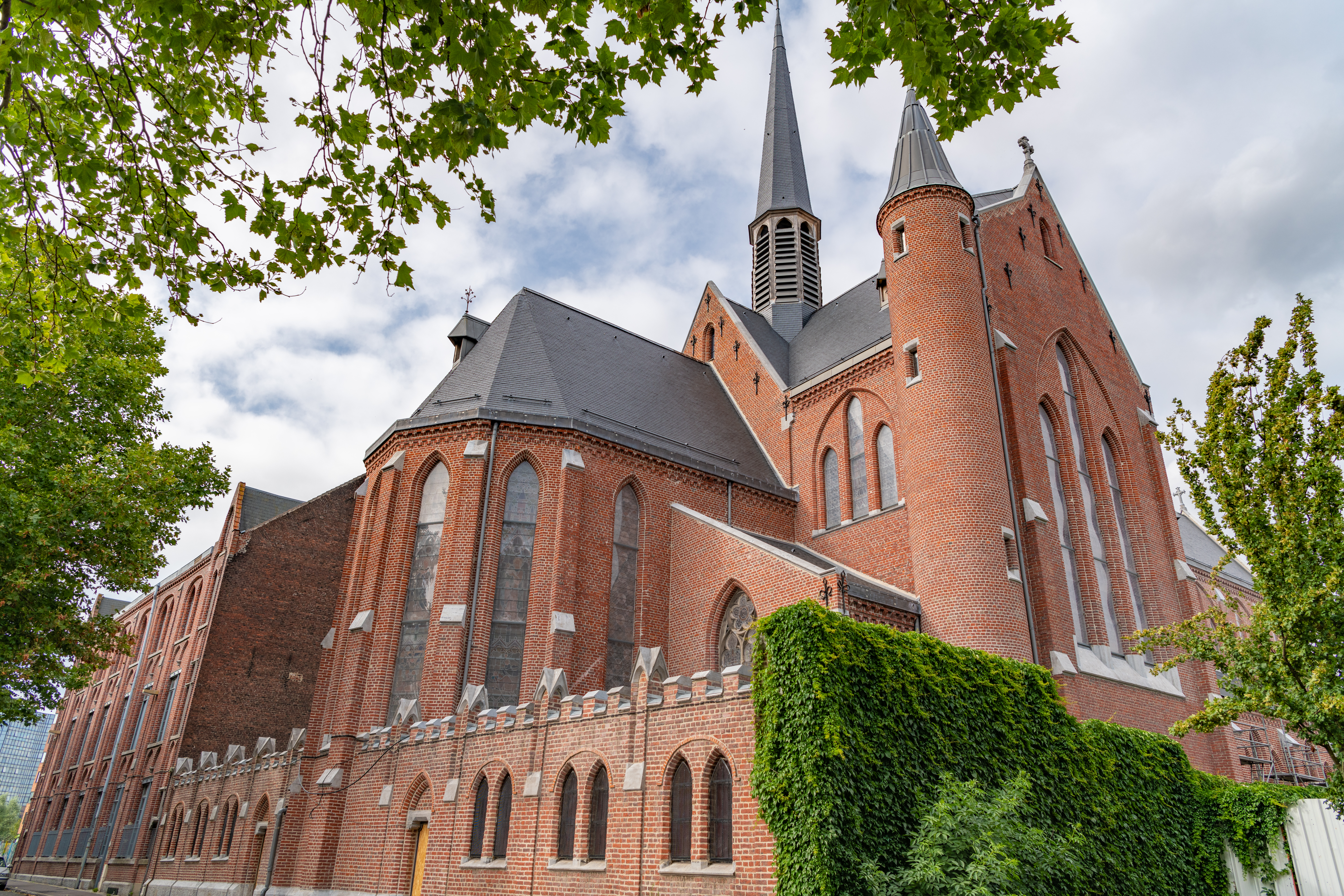
Extérieur.
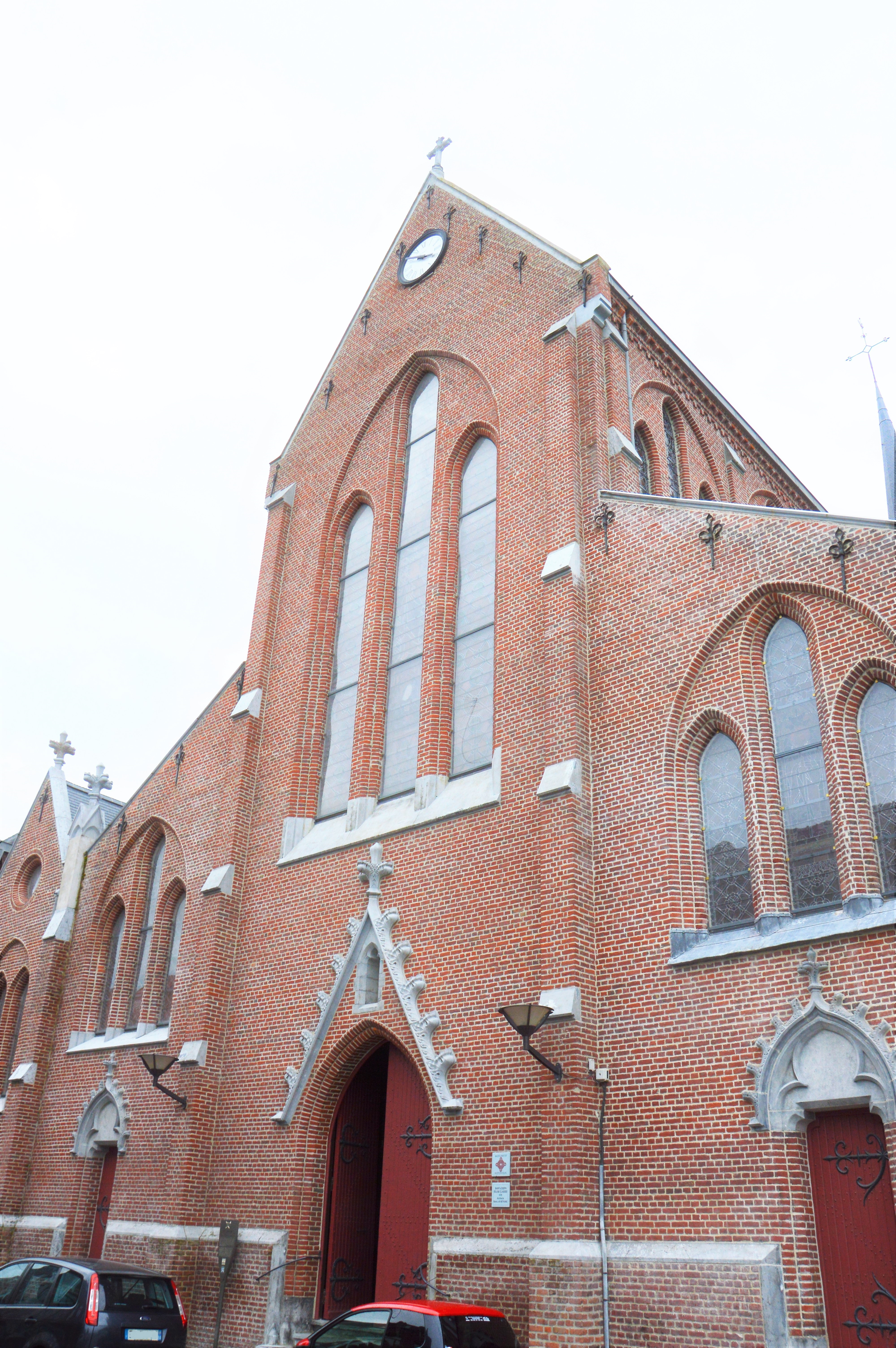
Façade sobre.
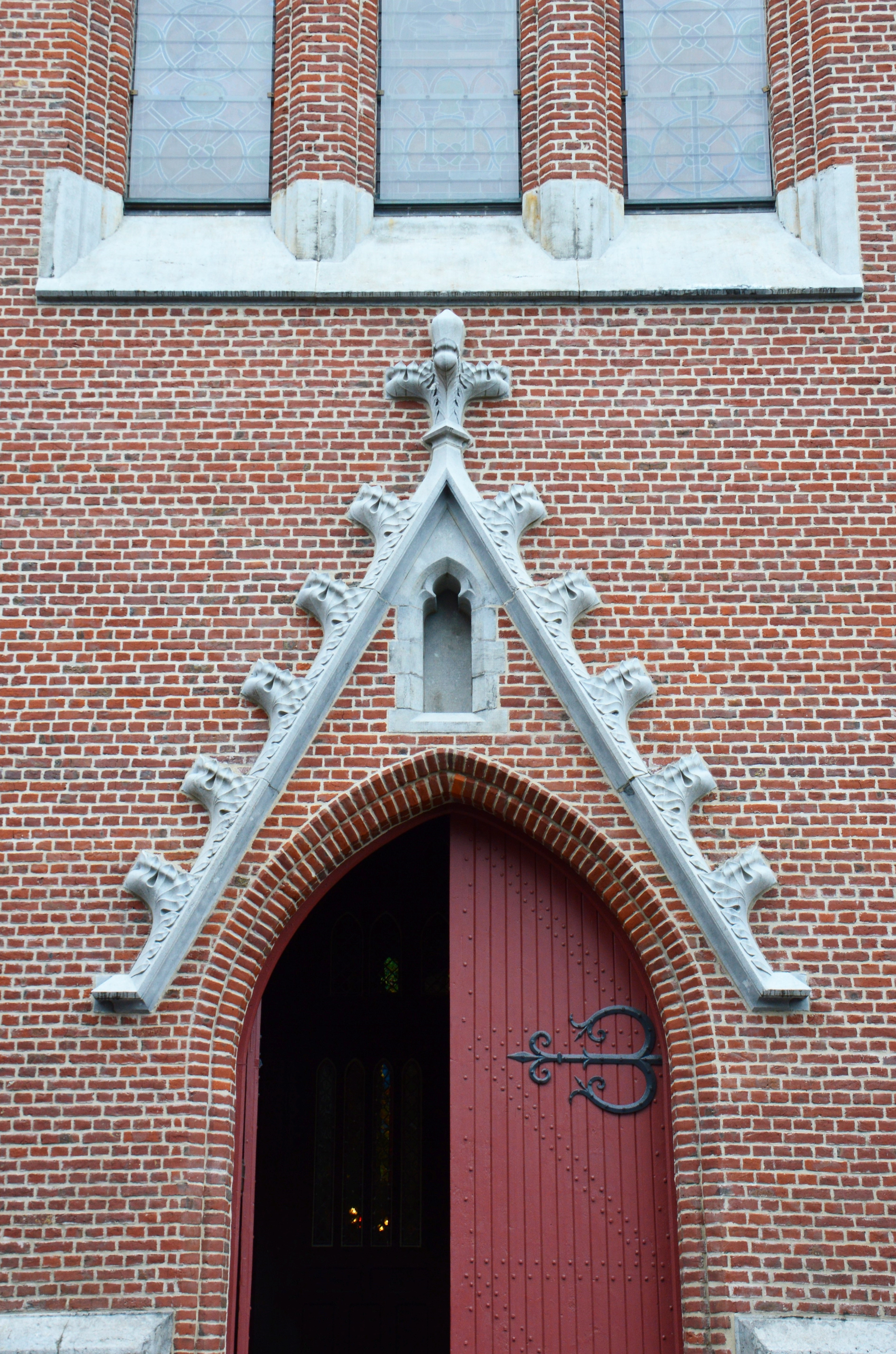
Portail central.
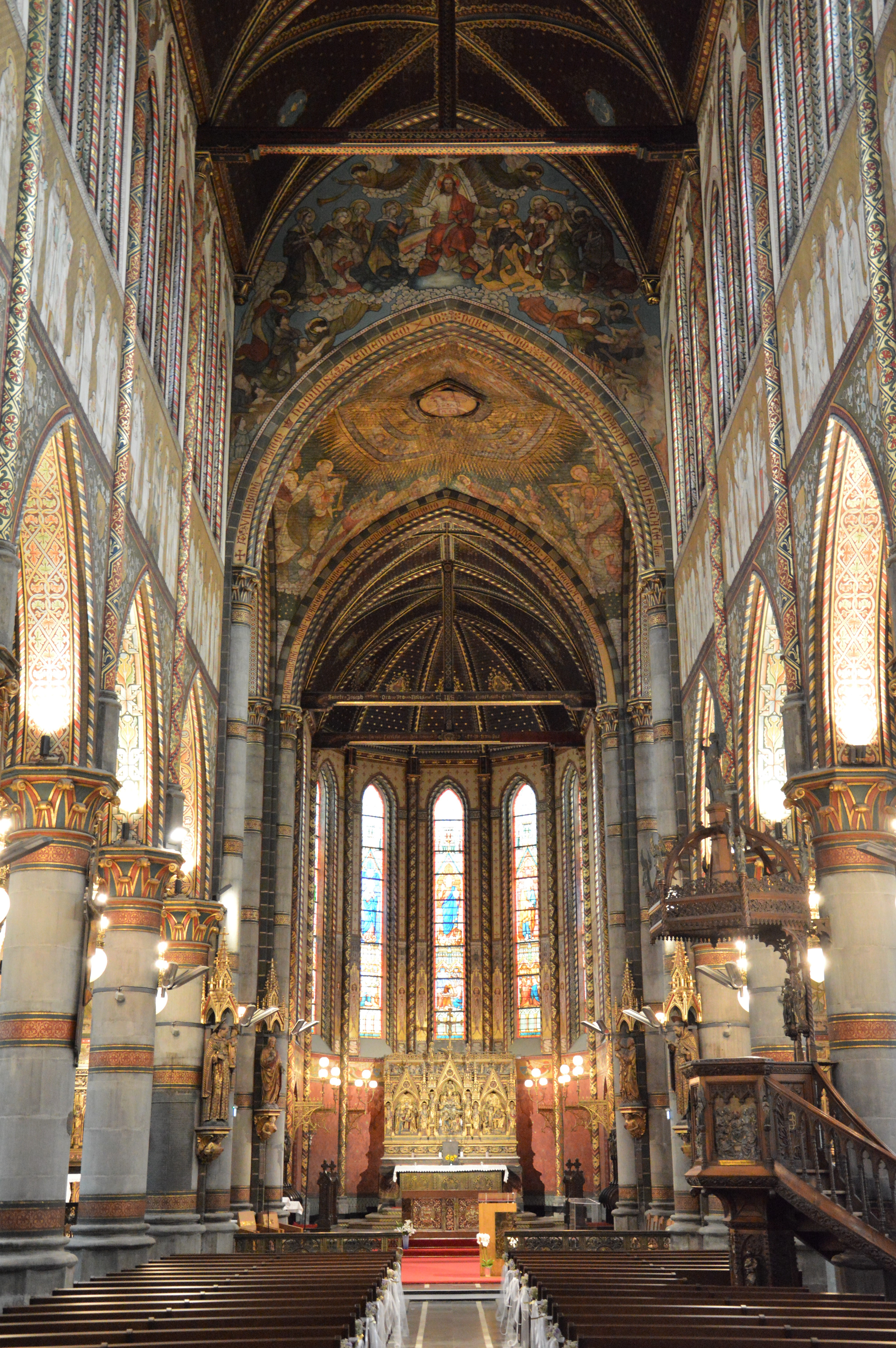
La nef.
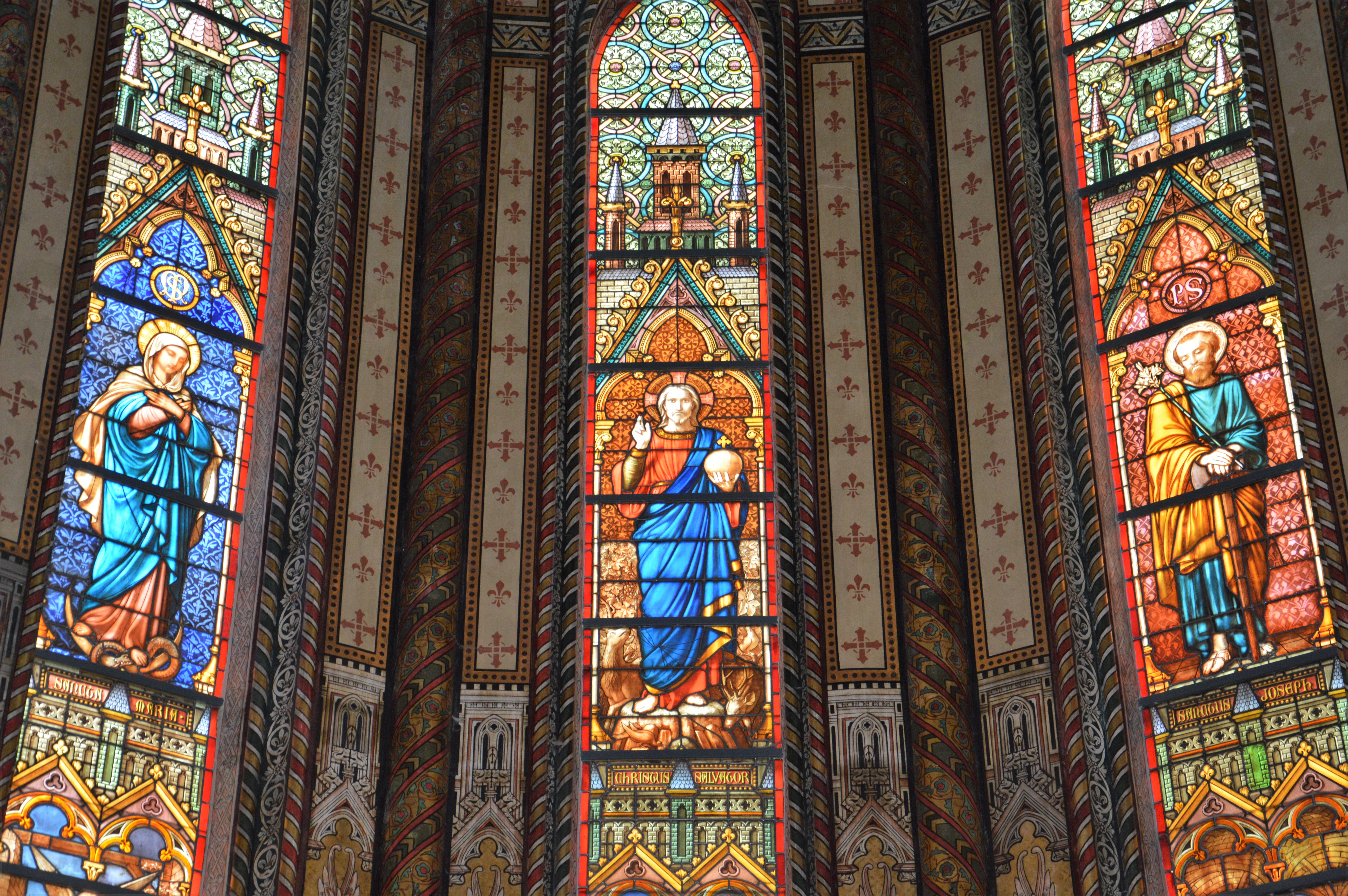
Vitraux du choeur.